# Henryk Reske
Henryk Reske (ur. 6 października 1965 we Włocławku) – polski duchowny luterański, radca duchowny diecezji katowickiej Kościoła Ewangelicko-Augsburskiego w RP.

## Życiorys
W latach 1986–1991 studiował teologię w Chrześcijańskiej Akademii Teologicznej w Warszawie, gdzie uzyskał tytuł magistra teologii na podstawie pracy pt. Sakrament Wieczerzy Pańskiej w świetle Dokumentu z Limy. 26 lipca 1992 został ordynowany na duchownego przez bp Jana Szarka. Był wikariuszem parafii w Mikołowie, w Tychach i w Orzeszu.
1 stycznia 1996 objął urząd proboszcza-administratora parafii ewangelickich w Orzeszu i Czerwionce-Leszczynach, a w 1998 został wybrany proboszczem obu parafii przez Zgromadzenie Parafialne. W 2015 bez powodzenia kandydował na stanowisko proboszcza parafii Zbawiciela w Żorach.
29 sierpnia 2024 roku Konsystorz Kościoła Ewangelicko-Augsburskiego w RP przyjął rezygnację bp. Mariana Niemca ze stanowiska biskupa diecezjalnego Diecezji Katowickiej z dniem 30 września 2024 roku i przekazał z dniem 1 października 2024 roku radcy duchownemu Diecezji Katowickiej ks. Henrykowi Reskemu, kompetencje biskupa diecezjalnego Diecezji Katowickiej Kościoła Ewangelicko-Augburskiego w RP. Pełnił je do chwili objęcia urzędu przez bpa Wojciecha Prackiego.